# Futbol'nyj Klub Lokomotiv Moskva 2003
Questa voce raccoglie le informazioni riguardanti la Lokomotiv Moskva nelle competizioni ufficiali della stagione 2003.

## Stagione
La Lokomotiv Mosca, allenata da Jurij Sëmin, nel 2003 concluse il campionato al quarto posto fallendo l'accesso alle coppe europee. In Coppa di Russia 2002-2003 la squadra moscovita fu eliminata agli ottavi dall'Anži, mentre in quella 2003-2004 giunse ai sedicesimi di finale dove sconfisse il Chimki per 4-0 nella gara di andata. Il cammino dei Loko in Champions League si concluse con il secondo posto nel girone dietro agli inglesi dell'Arsenal, che valse la qualificazione agli ottavi di finale. L'8 marzo la Lokomotiv batté ai rigori i concittadini del CSKA Mosca, aggiudicandosi la prima edizione della Supercoppa russa.

## Rosa
| N. |                        | Ruolo | Calciatore                 |
| -- | ---------------------- | ----- | -------------------------- |
| 1  | Russia (bandiera)      | P     | Sergej Ovčinnikov          |
| 2  | Russia (bandiera)      | D     | Hennadij Nyžehorodov       |
| 3  | Russia (bandiera)      | C     | Jurij Drozdov              |
| 4  | Sudafrica (bandiera)   | D     | Jacob Lekgetho             |
| 5  | Russia (bandiera)      | D     | Sergej Ignaševič           |
| 6  | Azerbaigian (bandiera) | C     | Narvik Sırxayev            |
| 7  | Russia (bandiera)      | C     | Marat Izmajlov             |
| 8  | Uzbekistan (bandiera)  | C     | Vladimir Maminov           |
| 9  | Nigeria (bandiera)     | A     | James Obiorah              |
| 10 | Russia (bandiera)      | C     | Dmitrij Los'kov (capitano) |
| 11 | Brasile (bandiera)     | A     | Júlio César                |
| 12 | Russia (bandiera)      | P     | Ruslan Nigmatullin         |
| 14 | Uzbekistan (bandiera)  | D     | Oleg Pašinin               |
| 15 | Russia (bandiera)      | A     | Maksim Buznikin            |
| 16 | Russia (bandiera)      | D     | Vadim Evseev               |

| N. |                                | Ruolo | Calciatore          |
| -- | ------------------------------ | ----- | ------------------- |
| 17 | Russia (bandiera)              | D     | Dmitrij Sennikov    |
| 18 | Serbia e Montenegro (bandiera) | D     | Milan Obradović     |
| 18 | Lituania (bandiera)            | C     | Deividas Česnauskis |
| 19 | Serbia e Montenegro (bandiera) | A     | Nemanja Vučićević   |
| 21 | Sudafrica (bandiera)           | C     | Bennett Mnguni      |
| 22 | Russia (bandiera)              | P     | Zaur Chapov         |
| 25 | Russia (bandiera)              | A     | Ruslan Pimenov      |
| 28 | Russia (bandiera)              | C     | Dmitrij Chochlov    |
| 30 | Georgia (bandiera)             | D     | Malkhaz Asatiani    |
| 32 | Georgia (bandiera)             | A     | Mikheil Ashvetia    |
| 41 | Bielorussia (bandiera)         | D     | Sjarhej Hurėnka     |
| 50 | Russia (bandiera)              | P     | Platon Zacharčuk    |
| 52 | Costa Rica (bandiera)          | A     | Winston Parks       |
| 77 | Brasile (bandiera)             | A     | Leandro             |
| 99 | Brasile (bandiera)             | A     | Jorge Wagner        |

## Risultati

### Campionato
| Ėlista 15 marzo 2003 1ª giornata | Uralan | 1 – 2 referto | Lokomotiv Mosca | Stadio Uralan |

| Mosca 22 marzo 2003 2ª giornata | Lokomotiv Mosca | 1 – 2 referto | Zenit San Pietroburgo | Stadio Lokomotiv |

| Jaroslavl' 6 aprile 2003 3ª giornata | Šinnik | 1 – 1 referto | Lokomotiv Mosca | Stadio Šinnik |

| Mosca 11 aprile 2003 4ª giornata | Lokomotiv Mosca | 1 – 2 referto | Torpedo Mosca | Stadio Lokomotiv |

| Vladikavkaz 19 aprile 2003 5ª giornata | Spartak-Alanija Vladikavkaz | 3 – 2 referto | Lokomotiv Mosca | Respublikanskij stadion Spartak |

| Mosca 24 aprile 2003 6ª giornata | Lokomotiv Mosca | 1 – 0 referto | Torpedo-Metallurg | Stadio Lokomotiv |

| Mosca 5 maggio 2003 7ª giornata | CSKA Mosca | 2 – 0 referto | Lokomotiv Mosca | Stadio Dinamo |

| Samara 9 maggio 2003 8ª giornata | Kryl'ja Sovetov Samara | 3 – 0 referto | Lokomotiv Mosca | Stadio Metallurg (Samara) |

| Novorossijsk 18 maggio 2003 9ª giornata | Gekris Novorossijsk | 2 – 5 referto | Lokomotiv Mosca | Stadio Centrale |

| Mosca 25 maggio 2003 10ª giornata | Lokomotiv Mosca | 0 – 0 referto | Rostov | Stadio Lokomotiv |

| Ramenskoe 31 maggio 2003 11ª giornata | Saturn-REN TV | 0 – 0 referto | Lokomotiv Mosca | Saturn Stadium |

| Mosca 11 giugno 2003 12ª giornata | Lokomotiv Mosca | 2 – 1 referto | Spartak Mosca | Stadio Lokomotiv |

| Volgograd 19 giugno 2003 13ª giornata | Rotor | 0 – 2 referto | Lokomotiv Mosca | Stadio Centrale |

| Mosca 23 giugno 2003 14ª giornata | Lokomotiv Mosca | 2 – 0 referto | Dinamo Mosca | Stadio Lokomotiv |

| Kazan' 27 giugno 2003 15ª giornata | Rubin | 3 – 1 referto | Lokomotiv Mosca | Stadio Centrale |

| Mosca 11 luglio 2003 16ª giornata | Lokomotiv Mosca | 1 – 1 referto | Rubin | Stadio Lokomotiv |

| Mosca 20 luglio 2003 17ª giornata | Dinamo Mosca | 1 – 1 referto | Lokomotiv Mosca | Stadio Dinamo |

| Mosca 26 luglio 2003 18ª giornata | Lokomotiv Mosca | 3 – 0 referto | Rotor | Stadio Lokomotiv |

| Mosca 2 agosto 2003 19ª giornata | Spartak Mosca | 2 – 5 referto | Lokomotiv Mosca | Stadio Lužniki |

| Mosca 6 agosto 2003 20ª giornata | Lokomotiv Mosca | 1 – 0 referto | Gekris Novorossijsk | Stadio Lokomotiv |

| Rostov sul Don 17 agosto 2003 21ª giornata | Rostov | 1 – 1 referto | Lokomotiv Mosca | Stadio Olimp-2 |

| Mosca 23 agosto 2003 22ª giornata | Lokomotiv Mosca | 2 – 1 referto | Saturn-REN TV | Stadio Lokomotiv |

| Mosca 31 agosto 2003 23ª giornata | Lokomotiv Mosca | 2 – 1 referto | Kryl'ja Sovetov Samara | Stadio Lokomotiv |

| Mosca 15 luglio 2003 24ª giornata | Lokomotiv Mosca | 1 – 3 referto | CSKA Mosca | Stadio Lokomotiv |

| Mosca 21 settembre 2003 25ª giornata | Torpedo-Metallurg | 1 – 3 referto | Lokomotiv Mosca | Stadio Ėduard Strel'cov |

| Mosca 25 settembre 2003 26ª giornata | Lokomotiv Mosca | 2 – 0 referto | Spartak-Alanija Vladikavkaz | Stadio Lokomotiv |

| Mosca 5 ottobre 2003 27ª giornata | Torpedo Mosca | 1 – 0 referto | Lokomotiv Mosca | Stadio Lužniki |

| Mosca 16 ottobre 2003 28ª giornata | Lokomotiv Mosca | 6 – 1 referto | Šinnik | Stadio Lokomotiv |

| San Pietroburgo 25 ottobre 2003 29ª giornata | Zenit San Pietroburgo | 0 – 0 referto | Lokomotiv Mosca | Stadio Petrovskij |

| Mosca 1º novembre 2003 30ª giornata | Lokomotiv Mosca | 6 – 0 referto | Uralan | Stadio Lokomotiv |

### Coppa di Russia
| Arbitro: | Ivanov (San Pietroburgo) |

|                |           |  |
| Lachijalov 89’ | Marcatori |  |

| Mosca 9 novembre 2003 Sedicesimi di finale - andata | Lokomotiv Mosca | 4 – 0 referto | Chimki | Stadio Lokomotiv |

### Champions League

#### Seconda fase a gironi
| Arbitro: | Veissière |

|              |           |  |
| Tomasson 62’ | Marcatori |  |

| Arbitro: | Vassaras |

|  |           |                    |
|  | Marcatori | 34’ (rig.) Rivaldo |

| Arbitro: | De Bleeckere |

|                                   |           |  |
| Frings 39’ Koller 58’ Amoroso 66’ | Marcatori |  |

| Arbitro: | Colombo |

|  |           |             |
|  | Marcatori | 35’ Ronaldo |

### Champions League

#### Qualificazioni
| Arbitro: | Busacca |

|                  |           |  |
| Vukić 56’ (rig.) | Marcatori |  |

| Arbitro: | Hamer |

|                                        |           |                 |
| Ashvetia 28’, 45’ Ignaševič 85’ (rig.) | Marcatori | 71’ Lewandowski |

#### Fase a gironi
| Arbitro: | Fröjdfeldt |

|                 |           |  |
| Rincón 83’, 90’ | Marcatori |  |

| Mosca 1º ottobre 2003, ore 18:30 CEST Gruppo B – 2ª giornata | Lokomotiv Mosca | 0 – 0 referto | Arsenal | Stadio Lokomotiv (24 000 spett.)\| Arbitro: \| Wegereef \| |
| Arbitro:                                                     | Wegereef        |               |         |                                                            |

| Arbitro: | Wack |

|                                      |           |  |
| Los'kov 2’ Ashvetia 50’ Chochlov 57’ | Marcatori |  |

| Arbitro: | De Bleeckere |

|            |           |             |
| Recoba 14’ | Marcatori | 54’ Los'kov |

| Arbitro: | Daudén Ibáñez |

|                                             |           |                             |
| Buznikin 28’ Ignaševič 45’ (rig.) Parks 89’ | Marcatori | 37’ Bjal'kevič 65’ Shatskix |

| Arbitro: | Micheľ |

|                         |           |  |
| Pirès 50’ Ljungberg 67’ | Marcatori |  |

### Supercoppa
| Arbitro: | Ivanov (Mosca) |

|                                                             |                      |                                                            |
| Pimenov 83’                                                 | Marcatori            | 41’ Jarošík                                                |
| Los'kov Lekgetho Izmajlov Maminov Pimenov Ignaševič Pašinin | Tiri di rigore 4 – 3 | Kiričenko Samodin Evsikov Solomatin Gusev Rahimić Šemberas |